# Phoradendron coriaceum
Phoradendron coriaceum là một loài thực vật có hoa trong họ Santalaceae. Loài này được Mart. ex Eichler miêu tả khoa học đầu tiên năm 1868.